# 星斑毛鼻鯰
星斑毛鼻鯰（学名：Trichomycterus stellatus）為輻鰭魚綱鯰形目毛鼻鯰科的其中一種。分布於南美洲哥倫比亞Sipi與 Tamana河流域，體長可達25公分。
其种加词“stellatus”意为“星斑的”。